# Den ofrivillige golfaren
Den ofrivillige golfaren är en svensk komedifilm som hade biopremiär i Sverige den 25 december 1991, i regi av Lasse Åberg med Lasse Åberg och Jon Skolmen i huvudrollerna.

## Handling
Det är högkonjunktur i Sverige och Stig-Helmer börjar jobba som gatsopare efter att brödrostfabriken Toastmaster lagts ner av finansbolaget Parvus Finans av rationaliseringsskäl. Under sin första arbetsdag, då han plockar skräp vid en golfbana, får han ett erbjudande; storfinansmannen Bruno Anderhage och galleristen Mette har slagit vad om att vem som helst kan lära sig spela golf lika bra om inte bättre än Bruno på en vecka, och "vem som helst" blir tafatte Stig-Helmer.
Stig-Helmer letar upp morbror Julles gamla golfutrustning från 1920-talet och börjar träna och får hjälp av Ole men det visar sig att det behövs ett smärre mirakel och de beslutar sig för att åka till Skottland och be om hjälp av golflegendaren Roderic McDougall.

## Rollista
| - Lasse Åberg – Stig-Helmer Olsson - Jon Skolmen – Ole Bramserud - Mats Bergman – Bruno Anderhage - Simon Bogg-Lindkvist - Sonen Anderhage - Lovisa Bogg-Lindkvist - Dottern Anderhage - Hege Schøyen – Mette Gulbrandsen - Ulf Eklund – Tom - Marianne Scheja – Pyttan - Jimmy Logan – Roderic McDougall - Margo Gunn – Fiona McDougall - Lasse Haldenberg – Bärsen - Annalisa Ericson – Alice - Ingvar Kjellson – Rutger - Claes Månsson – Länsantikvarien | - Bertil Norström – Ivar Olofsson - Margreth Weivers – Fru Olofsson - Pia Oscarsson – Carina Anderhage - Barbro Hiort af Ornäs – Stig-Helmers mor - Paul Kessel – Patric - Reuben Sallmander – konstnären - Erland Josephson – kritikern - John Fiske – TV-reportern - Sydney Coulson – Malcolm - Jan Nygren – Toastmaster-chefen - Caledonian Pipe Band |

## Produktion och mottagande
Idén till filmen väcktes då Lasse Åberg spelade golf med filmregissören Mats Arehn, och i en bunker av en slump lyckades slå bollen rakt upp i luften och ned i sin egen kapuschong.
Filmen hade premiär på biograferna Rigoletto, Rival, Park och Draken i Stockholm och är en av de mest sedda svenska filmerna på bio någonsin.
Ole (Jon Skolmens) rollfigur skulle ha ett nära kärleksförhållande med Mette (Hege Schøyen), men Hege är Jons systerdotter, vilket gjorde intima scener obekväma för skådespelarna. Förhållandet har istället en stark karaktär av nära vänskap.
Golfrobotens namn är taget från den brittiske golfspelaren Harry Vardon som vunnit British Open sex gånger.
Lasse Åberg vann guldbaggen i kategorin bästa skådespelare vid Guldbaggegalan 1992.